# Devia
Devia je monotipski biljni rod iz porodice perukikovki smješten u tribus Ixieae, dio potporodice Crocoideae. Jedina vrsta je D. xeromorpha, endem iz Južne Afrike.